# AARP The Magazine
AARP The Magazine é uma revista estadunidense de publicação bimestral, distribuída pela American Association of Retired People (AARP). Foi fundada em 1958 e o editor-chefe é Robert Love.